# Изчисление
Изчисление е математическа операция с цифри, символи от азбуката на дадена бройна система, позволяваща преобразуването на входящ поток от информация в друг, различаващ се от първичната структура. Изчислението е процес означаващ решаване на даден математически проблем и стигане до крайно решение. Резултатът е получаване на число означаващо количество еднородни обекти, броене или измерване, или сложни социологически, статистически или научни изследвания. В процеса на изчисленията резултатите може да бъдат освен точни числа, така и интервали очертаващи някаква вероятност. Популярно е и наименованието пресмятане или смятане, с което се обозначават както елементарни математически операции за ежедневни житейски дейности, така и решаването на сложни функции в математиката и физиката.